# آن ماركوس
آن ماركوس (بالإنجليزية: Ann Marcus)‏ هي كاتبة سيناريو أمريكية، ولدت في 22 أغسطس 1921 في ليتل فولز في الولايات المتحدة، وتوفيت في 3 ديسمبر 2014 في شيرمان أوكس في الولايات المتحدة بسبب مرض.

## وصلات خارجية
- آن ماركوس على موقع IMDb (الإنجليزية)
- آن ماركوس على موقع ألو سيني (الفرنسية)
- آن ماركوس على موقع أول موفي (الإنجليزية)
- آن ماركوس على موقع قاعدة بيانات الفيلم (الإنجليزية)
- آن ماركوس على موقع كينوبويسك (الروسية)